# Ivana Gallardo
Ivana Xennia Gallardo Cruchet, född 20 juli 1993, är en chilensk friidrottare som tävlar i kulstötning och diskus. Hon deltog vid olympiska sommarspelen 2024.